# Kloster Hamersleben

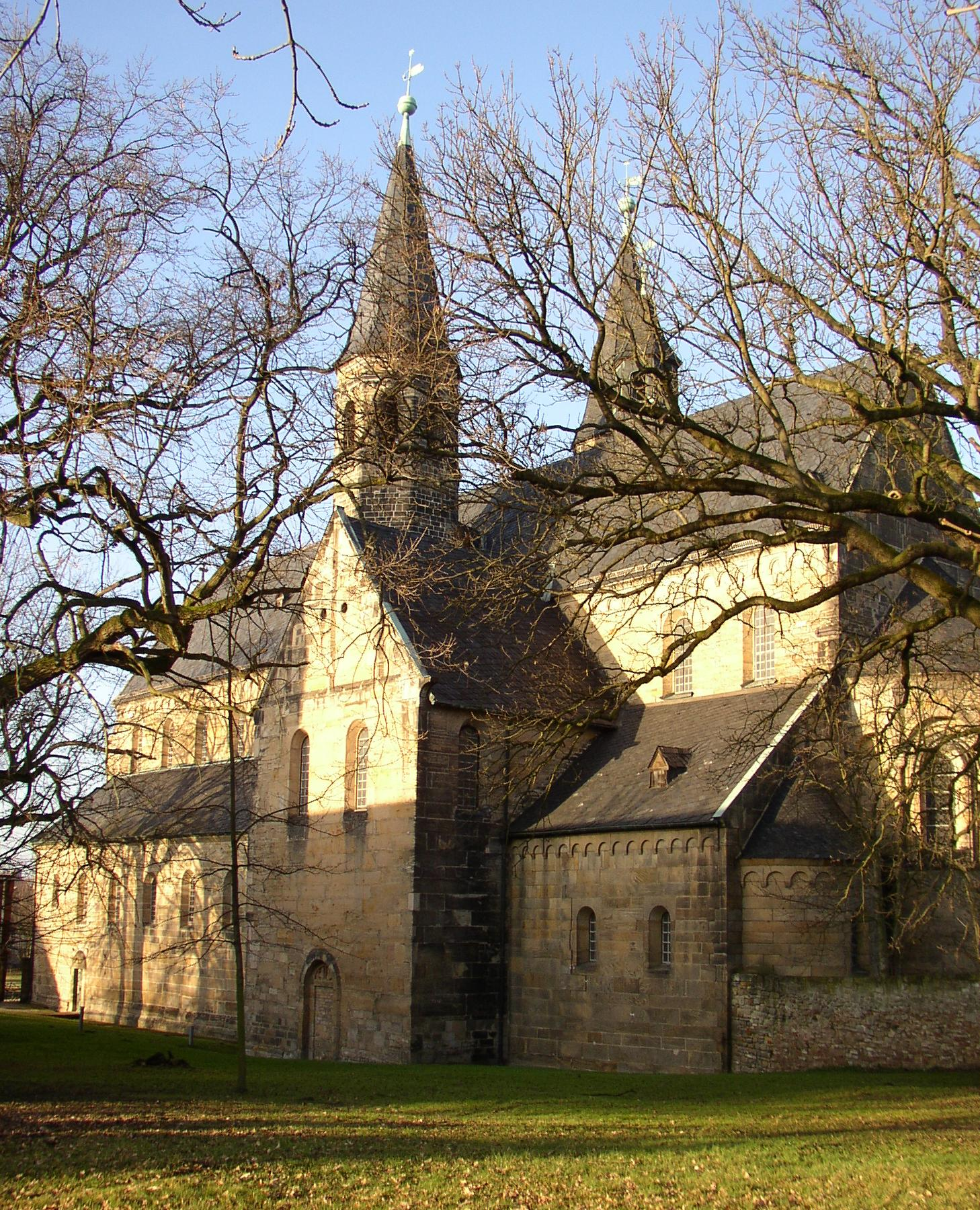
St. Pankratius

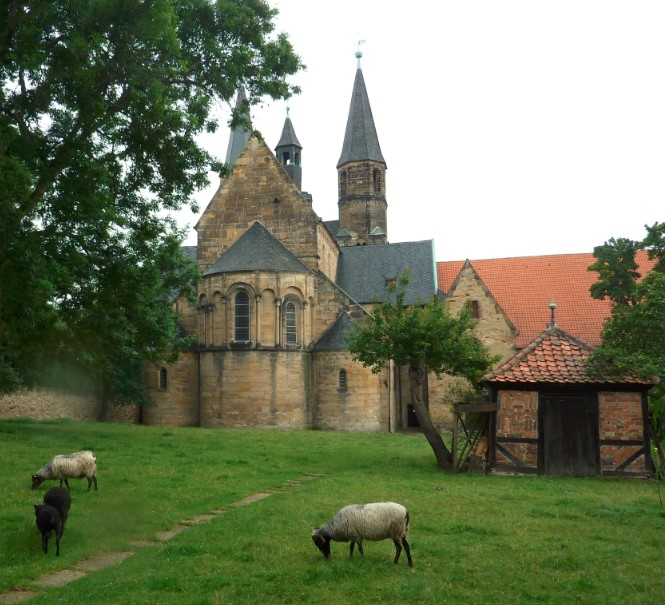
Kloster Hamersleben

Das Kloster Hamersleben ist ein ehemaliges Augustiner-Chorherrenstift im Bistum Halberstadt in Hamersleben. Das ehemalige Kloster liegt an der Straße der Romanik in Sachsen-Anhalt. Die Stiftskirche St. Pankratius, die nach dem heiligen Märtyrer Pankratius benannt ist, gehört zum Bistum Magdeburg und befindet sich im Eigentum der Kulturstiftung Sachsen-Anhalt.

## Geschichte
1108 in Osterwieck von Bischof Reinhard gestiftet, veranlassten reiche Landschenkungen durch die hochadligen Damen Thietburg und ihre Tochter Mathilde 1112 die Verlegung nach Hamersleben. Beide Stifterinnen stammten aus dem bottendorfisch-stadisch Veckenstedter Familienkreis und hatten wegen ihrer Herkunft Zugriff auf bedeutenden stadisch-walbeckischen Güterbesitz. Diese Besitzungen reichten im 12. Jahrhundert bis in die Altmark bei Salzwedel und Diesdorf, im Süden bis fast nach Staßfurt. Im Verlauf des 13. Jahrhunderts wurden sie durch Verkäufe nach und nach reduziert, so dass um 1271 ein arrondierter Besitzkern um Hamersleben, Ottleben, Neuwegersleben und Warsleben vorhanden war. Dieser bedeutende und einträgliche Besitz war mit die Basis für die Leistungsfähigkeit des Stifts, die sich im Bau der Stiftskirche (vollendet vor 1140) und in seinem herausragenden Skriptorium zeigte. Intellektuelle Bezüge sind bis nach Paris zur dort entstehenden Universität nachzuweisen, in deren Umkreis der ehemalige Hamerslebener Novize Hugo von St. Viktor lehrte. Administrative und juristische Befugnisse besaß das Kloster als bedeutende Grundherrschaft von Anfang an. Eine kurzzeitige sommerschenburgische Vogtei schüttelte das Stift endgültig 1178 ab, so dass es, gesichert durch bischöfliche, päpstliche und kaiserliche Urkunden, im 12. Jahrhundert eine beträchtliche Unabhängigkeit von äußeren Einflüssen besaß. Obwohl es von seiner Gründung an als sogenanntes Doppelkloster existierte, auch von adligen Damen reich ausgestattet worden war und als Skriptorium in hohem Maße von ihnen profitierte, wurde durch Bischof Ludolf I. von Halberstadt 1238, wie auch in anderen Doppelklöstern, die Neuaufnahme von Frauen verboten.
Nach einem zeitweiligen wirtschaftlichen und kulturellen Bedeutungsrückgang wurde es 1452 von Riechenberg aus reformiert und schloss sich der Windesheimer Kongregation an. Tatkräftigen Prioren gelang es, Schulden abzuzahlen, Güterverpfändungen rückgängig zu machen, den Konvent mit seinen Wirtschaftsgebäuden und die Fischteiche auszubauen. 1525 wurde das Chorherrenstift erst von Bauern und 1548 dann von den protestantischen Magdeburgern geplündert. Dabei war der Magdeburger Überfall für die Bibliothek und das klösterliche Inventar der folgenschwerere. Da es auch in der Reformation am katholischen Bekenntnis festhielt, wurde das Kloster 1633–1649 schwedische Kriegsbeute. Nach dem Westfälischen Frieden von 1648 gehörte das Stift wie auch das Hochstift Halberstadt zu Preußen. Auch unter dieser Herrschaft konnte das Stift trotz mancher Anfechtungen seine Altgläubigkeit und seinen wirtschaftlichen Besitzstand wahren. Nach dem Reichsdeputationshauptschluss kam es 1804 im Rahmen der Säkularisation zur Aufhebung des Klosters, wobei u. a. der noch immer aus weit über 4000 Morgen bestehende Landbesitz vorerst von der Halberstädter Kriegs- und Domänenkammer verwaltet, Bibliothek und Archiv verstreut, der Prior und die 19 Konventualen pensioniert und die kunsthistorisch bedeutsame romanische Stiftskirche, eine Basilika aus dem 12. Jahrhundert, der katholischen Diasporagemeinde zur Nutzung übergeben wurden.
Eigentümerin ist heute die Kulturstiftung Sachsen-Anhalt. Bis Ende 2018 wurden am Dach des Kirchenhauptschiffs Baumaßnahmen durchgeführt.

### Pfarrei Hamersleben
Die Klosterkirche Hamersleben gehört zu den wenigen Kirchen im Bistum Halberstadt, die auch über die Reformation und den Dreißigjährigen Krieg hinaus katholisch geblieben sind.
1865 wurde in der Pfarrei Hamersleben die Missionsvikarie Hötensleben gegründet, von der später weitere Gemeindegründungen ausgingen. 1898 wurde im zur Pfarrei Hamersleben gehörenden Neuwegersleben eine Kirche erbaut. 1924 wurde die Pfarrei Hamersleben, die bisher zum Dekanat Halberstadt gehörte, dem neugebildeten Dekanat Oschersleben zugefügt.
Aufgrund der geringer werdenden Katholikenzahl wurde am 1. September 1996 seitens des Bistums Magdeburg das Dekanat Oschersleben wieder aufgelöst und dem Dekanat Egeln angeschlossen, zu dem Hamersleben bis zur Auflösung der Dekanate 2023 gehörte, wobei es ab 1. Juli zwischenzeitlich zum Dekanat Halberstadt gehörte. Am 13. Oktober 2007 wurde der Gemeindeverbund „Eilsleben – Großalsleben – Hadmersleben – Hamersleben – Hötensleben – Klein Oschersleben – Oschersleben – Sommerschenburg – Völpke“ errichtet, zu dem von da an auch die Hamersleber Kirche gehörte. Zu dieser Zeit gehörten rund 310 Katholiken zur Pfarrei Hamersleben. Am 28. November 2010 entstand aus dem Gemeindeverbund die heutige Pfarrei „St. Marien“ mit Sitz in Oschersleben. Die Volkszählung in der Europäischen Union 2011 zeigte, dass von den 2315 Einwohnern der politischen Gemeinde Am Großen Bruch, zu der Hamersleben heute gehört, 192, und damit rund 8 %, der römisch-katholischen Kirche angehörten.

## Architektur

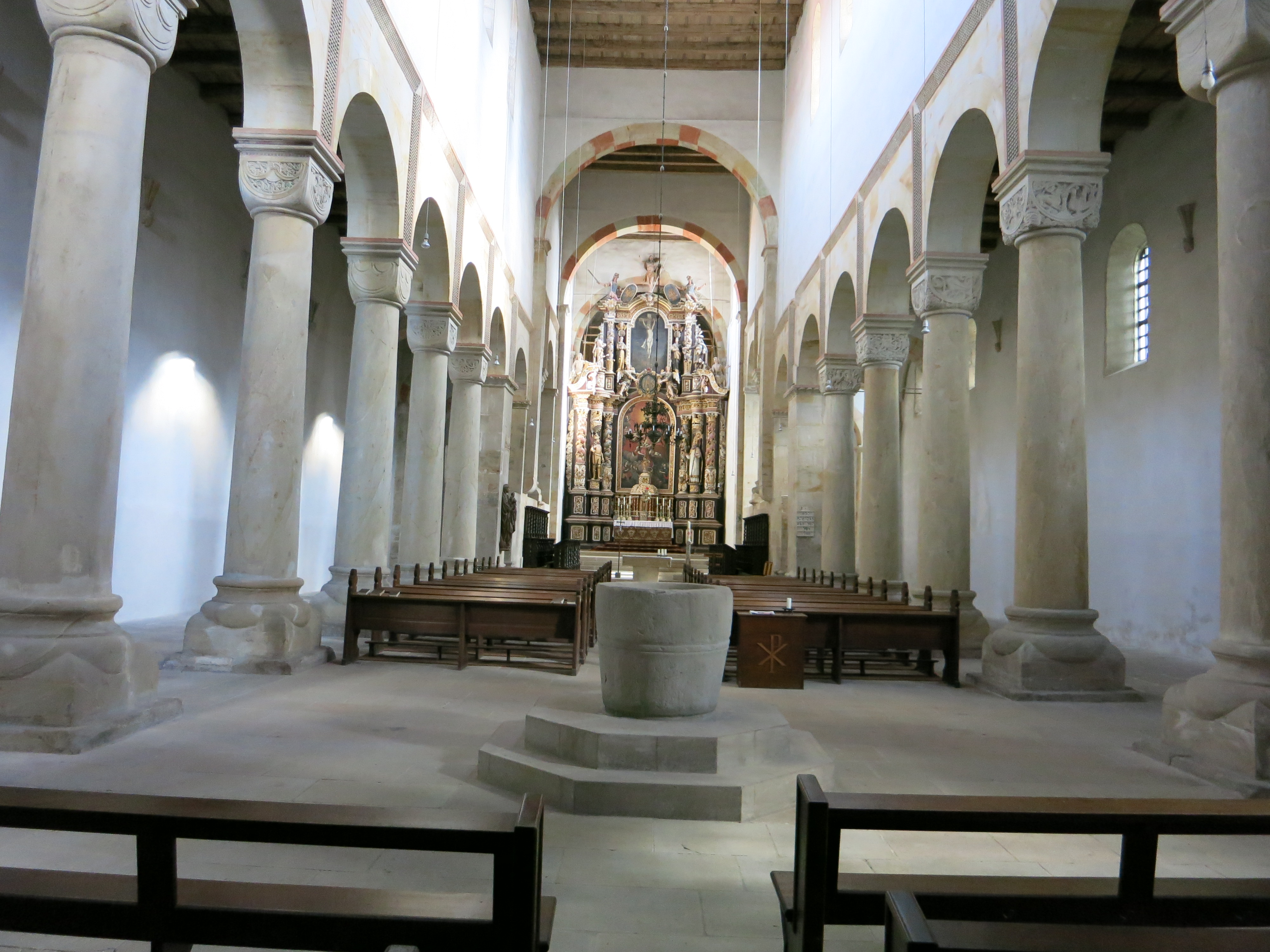
Innenansicht der Klosterkirche

Die Stiftskirche Hamersleben ist eine Säulenbasilika mit Chor und tonnengewölbten Nebenchören, Querhaus und Langhaus mit Flachdecken, jedoch ohne Krypta. Sie zeigt die Besonderheiten im Bauprogramm der Kirchen in der Nachfolge der Klosterkirche von Hirsau. Da die Hirsauer Klosterkirche und die meisten ihrer Nachfolgebauten nicht mehr in der ursprünglichen Form existieren, ist die Kirche von Hamersleben eine gute Veranschaulichung einer Klosterkirche der Hirsauer Bauschule. Sie zeichnet sich durch schlanke Proportionierung des Mittelschiffs und eine besondere Perfektion in der Steinbearbeitung aus. Eine Besonderheit der Hamerslebener Kirche ist, dass zwei Osttürme vorhanden sind, das ursprünglich geplante Turmpaar im Westen aber nicht ausgeführt wurde. Abweichend vom mutmaßlichen Vorbild sind die Querhausarme niedriger als das Mittelschiff. Die Querhausarme sind weiterhin durch jeweils eine Doppelarkade und Chorschranken vom Mittelschiff abgetrennt. Ein typisches Merkmal ist dagegen der Schachbrettfries, der über sieben Arkaden des Langhauses entlangläuft. Die östlichen Arkaden des Langhauses werden von einem Paar Pfeiler getragen, welche die Grenze zum Chorus minor markieren, der ursprünglich ebenfalls durch eine Chorschranke quer durch das Mittelschiff von dessen westlichem Teil abgetrennt war. Diese Grenze wird baulich dadurch hervorgehoben, dass der horizontale Schachbrettfries hier niedriger verläuft. Besonders hervorzuheben ist weiterhin die Ornamentik der Würfelkapitelle aus der Zeit um 1130, welche eingehend in der kunsthistorischen Literatur gewürdigt wurde. Sie zeigen symbolhafte Darstellungen von Fabelwesen, Menschen und Tieren zumeist im Kampf miteinander sowie stilisierte Pflanzenornamente. Die Kapitellornamentik wird auf französische Anregungen zurückgeführt. Die Hamerslebener Kirche wird im Reichtum und der Qualität der Ausführung dieser Ornamentik nur noch von der Stiftskirche in Königslutter übertroffen. Die Hamerslebener Kirche ist als der edelste hochromanische Bau in Mitteldeutschland bezeichnet worden.

## Ausstattung

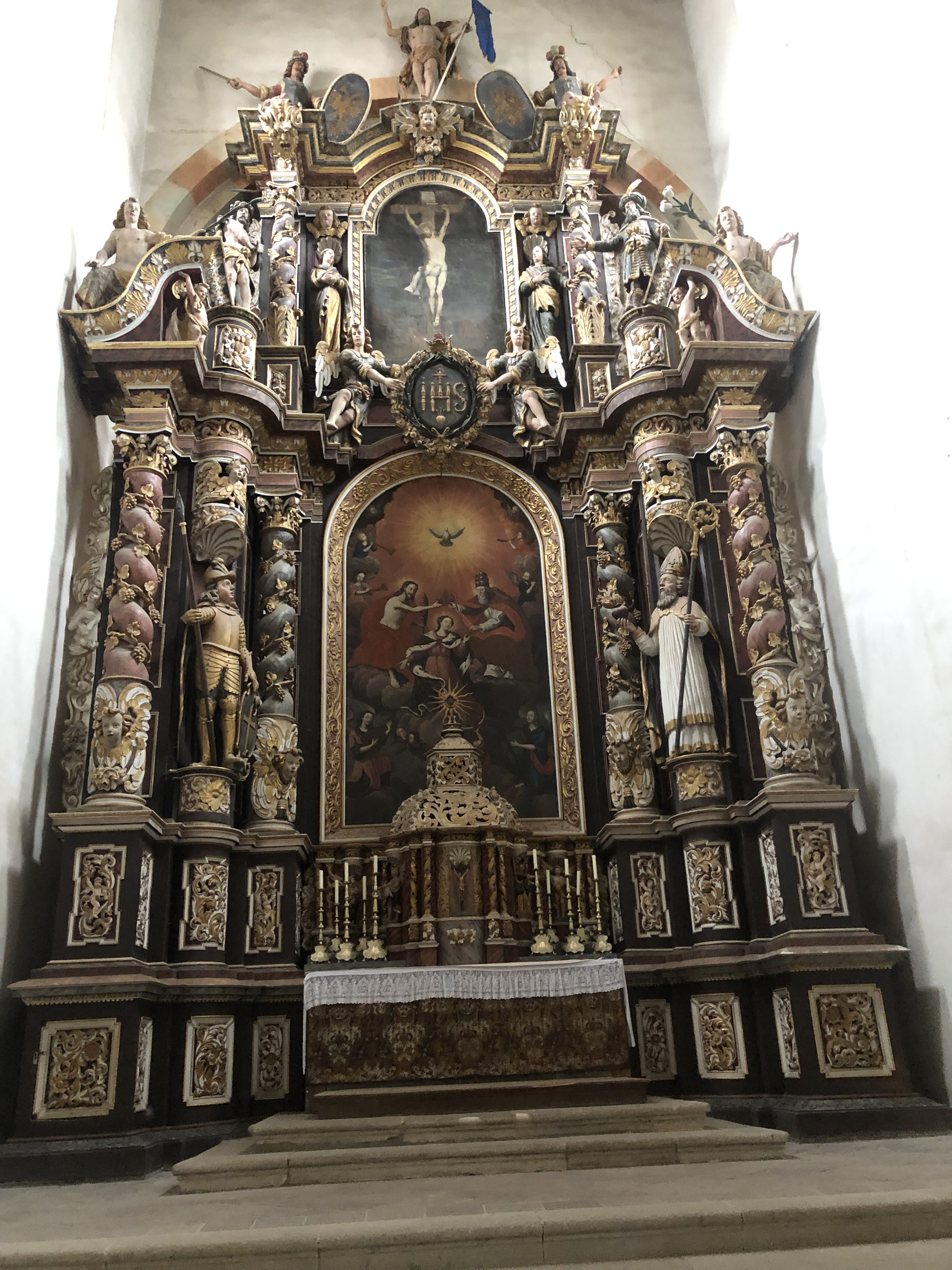
Altar mit Marienkrönung

### Altar
Der mehrgeschossige Altaraufbau, der die Hauptapsis verdeckt, stammt aus dem Jahr 1687. Über der hohen Sockelzone mit Tabernakel befindet sich ein Gemälde mit der Anbetung der Könige, das mit drei weiteren Gemälden, der Auferstehung Christi, der Ausgießung des Heiligen Geistes und der Marienkrönung ausgewechselt werden kann. Daneben sind die Heiligen Pankratius und Augustinus als überlebensgroße Skulpturen dargestellt. Im Obergeschoss ist die Kreuzigung Christi mit Maria und Johannes abgebildet. Daneben befinden sich auf Postamenten Darstellungen von Christus als Schmerzensmann und Pilatus; über einem kräftigen Gesimsabschluss ist der auferstandene Christus mit den Grabeswächtern gezeigt.

### Orgel

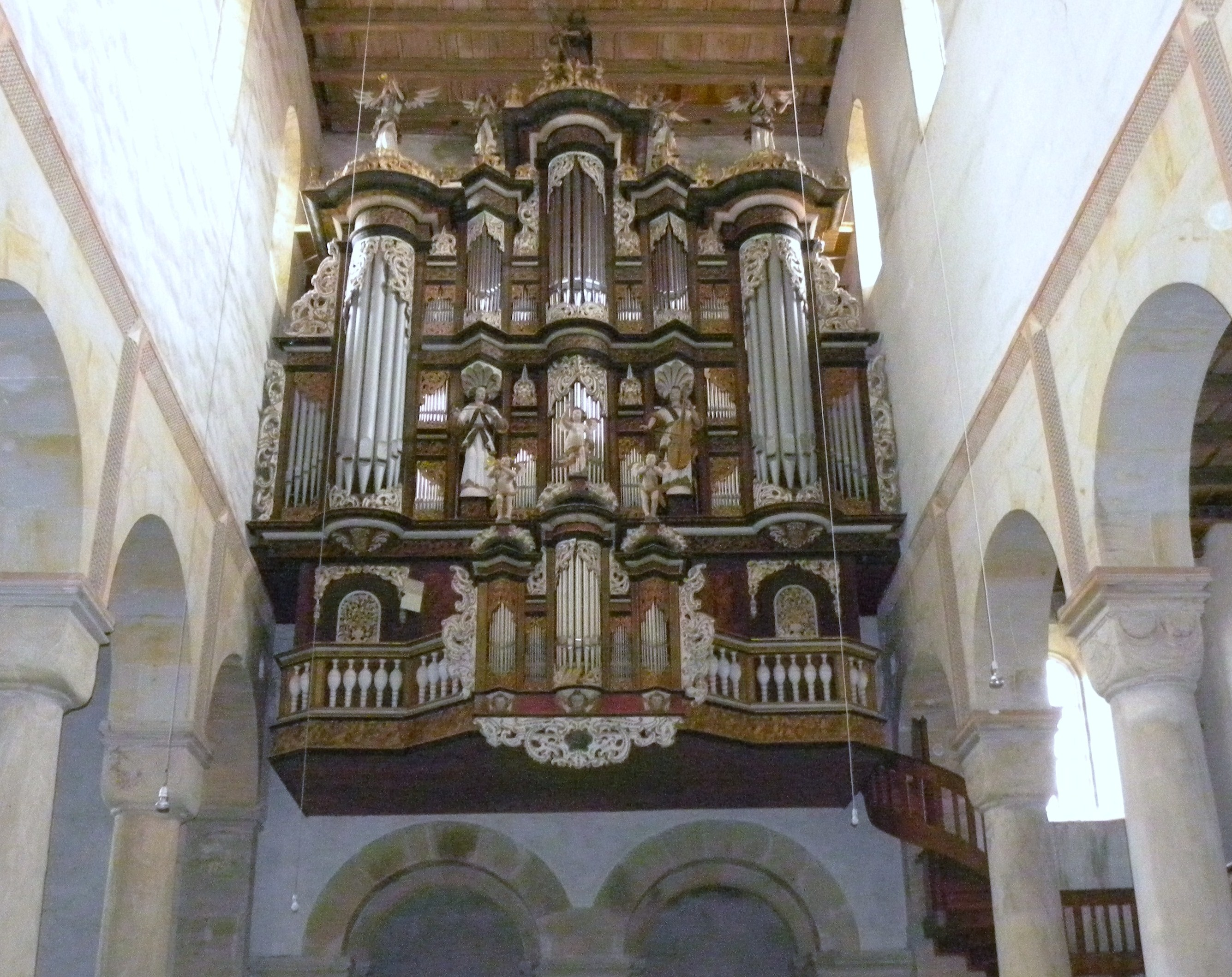
Orgel

Eine Orgel findet erstmals 1570 eine schriftliche Erwähnung im Zusammenhang mit der Grablegung des Organisten. 1688 wurde die Orgel, deren Prospekt noch heute erhalten ist, im Zusammenhang mit weiteren Ausstattungsgegenständen (Altar, Apostelfiguren, Chorgestühl und Kanzel) am Westgiebel auf einer Empore errichtet. Der Erbauer des Werkes ist unbekannt. Der erste Organist war Johann Georg Meckenhäuser, der 1698 fürstlicher Stifts- und Hoforganist in Quedlinburg wurde. Meckenhäuser arbeitete später in Hamburg mit Johann Mattheson zusammen und erlangte mit seiner Schrift Opusculum Musico-Mathematicum der musikalischen Temperatur, über die Zwölf rational gleiche Tonos minores von 1729 einige Berühmtheit.
Das barocke Orgelwerk wurde 1811 sowohl klanglich als auch technisch dem damaligen frühromantischen Zeitgeschmack entsprechend umgebaut, das Werkprinzip dabei aufgegeben, das Rückpositiv stillgelegt. 1870/71 wurde die Orgel gründlich renoviert.
In der Mitte des 20. Jahrhunderts waren die Mauern des Westgiebels so baufällig, dass Mauersteine in das Orgelwerk fielen. Um das Mauerwerk zu stabilisieren, wurde 1960 eine mächtige Stahlträgerkonstruktion auf die Innenwandseite des Westgiebels gesetzt. Dazu wurde die Orgel abgebaut, das Pfeifenwerk auf dem Dachboden der Stiftskirche eingelagert, das technische Orgelwerk war abgängig und wurde entsorgt. Der Prospekt wurde von der staatlichen Denkmalpflege fachgerecht demontiert und nach Abschluss der Baumaßnahmen in höherer Position als ursprünglich am Westgiebel wiederaufgebaut, jedoch ohne Orgelwerk. Der Prospekt diente nur noch als optisches Gegenstück zum Altar.

#### Neubau ab 1991
Ab 1991 errichtete die Firma Emil Hammer Orgelbau in vier Bauabschnitten ein neues Orgelwerk III+P/41 klassischer Prägung hinter dem historischen Prospekt. Begonnen hatte der Wiederaufbau 1992 mit dem Einbau des achtregistrigen Rückpositivs. 2001 wurde das Hauptwerk und Pedalwerk fertiggestellt, 2005 wurde das Unterwerk eingebaut. Das restaurierte Pfeifenwerk der Orgel stammt überwiegend aus den beiden Vorgängerinstrumenten und wurde durch neugebaute Register ergänzt.

#### Disposition seit 1991
| I Rückpositiv C–g3 |       |  |
| Gedackt            | 8′    |  |
| Praestant          | 4′    |  |
| Holzflöte          | 4′    |  |
| Waldflöte          | 2′    |  |
| Quinta             | 1 ⁄3′ |  |
| Cymbel III         | 1′    |  |
| Krummhorn          | 8′    |  |
| Vox humana         | 8′    |  |
| Tremulant          |       |  |

| II Hauptwerk C–g3 |       |  |
| Bordun            | 16′   |  |
| Principal         | 8′    |  |
| Gamba             | 8′    |  |
| Rohrflöte         | 8′    |  |
| Octava            | 4′    |  |
| Blockflöte        | 4′    |  |
| Quinta            | 2 ⁄3′ |  |
| Octava            | 2′    |  |
| Mixtur IV         | 2′    |  |
| Cornett III–V     | 8′    |  |
| Trompete          | 8′    |  |

| III Unterwerk C–g3 |        |  |
| Hohlflöte          | 8′     |  |
| Salicional         | 8′     |  |
| Gedact             | 8′     |  |
| Principal          | 4′     |  |
| Violflöte          | 4′     |  |
| Nassat             | 2 ⁄3′  |  |
| Traversflöte       | 2′     |  |
| Schwiegel          | 2′     |  |
| Terzflöte          | 1 3⁄5′ |  |
| Mixtur III         | 2'     |  |
| Fagott             | 16′    |  |
| Oboe               | 8′     |  |
| Tremulant          |        |  |

| Pedal C–f1   |         |  |
| Principalbaß | 16′     |  |
| Subbaß       | 16′     |  |
| Violon       | 16′     |  |
| Quintbaß     | 10 2⁄3′ |  |
| Octavbaß     | 8′      |  |
| Baßflöte     | 8′      |  |
| Octavbaß     | 4′      |  |
| Mixtur IV    | 2 ⁄3′   |  |
| Posaune      | 16′     |  |
| Trompetenbaß | 8′      |  |

- Koppeln: I/II, III/II, I/P, II/P, III/P (per Fußtritt an/ab)

#### Technische Daten
- 41 Register.
- Gehäuse/Prospekt:
  - Holz
  - Höhe 12 m.
  - Breite 9 m.
- Schleiflade.
- Spieltisch(e):
  - Spielschrank.
  - 3 Manuale.
  - 43 Registerzüge.
- Traktur:
  - mechanische Tontraktur.
  - mechanische Registertraktur.
- Stimmung:
  - Höhe a1= 440 Hz.
  - temperiert gleichmäßig

### Allgemeines
- Stephan Kunze: Geschichte des Augustiner-Klosters Hamersleben, nebst alten historischen Nachrichten von einzelnen Städten, Dörfern, Klöstern und Burgen des Vormaligen Bisthums und Erbfürstenthums Halberstadt. Nach ungedruckten Urkunden und Handschriften, Druck und Verlag von Gottfried Basse, Quedlinburg und Leipzig 1835 (Digitalisat).
- Conrad Wilhelm Hase: Die Kirche des ehemaligen Augustiner-Klosters zu Hamersleben. In: Architecten- und Ingenieurverein für das Königreich Hannover (Hrsg.): Die mittelalterlichen Baudenkmäler Niedersachsens, Bd. 1. Hannover 1861, S. 97–108.
- Beschreibende Darstellung der älteren Bau- und Kunstdenkmäler der Provinz Sachsen und angrenzender Gebiete. Bd. 14: Kreis Oschersleben. Halle a. d. S. 1891, S. 106–136 (online).
- Albert Guth: Die Stiftskirche zu Hamersleben. Dissertation Universität Gießen, Oschersleben 1932.
- Heinrich L. Nickel: Zur Erbauung des Langhauses der Klosterkirche zu Hamersleben. Eine stilkritische Untersuchung der Kapitellornamentik. In: Wissenschaftliche Zeitschrift der Martin-Luther-Universität Halle-Wittenberg 3 (1954), S. 653–666.
- Walter Zöllner: Eine verlorene sächsische Chronik vom Anfang des 12. Jahrhunderts? Zur Frage der frühen Geschichtsschreibung des Augustiner-Chorherrenstiftes Hamersleben. In: Jahrbuch für Regionalgeschichte 1 (1965), S. 165–176.
- Karlotto Bogumil: Das Bistum Halberstadt im 12. Jahrhundert. Studien zur Reichs- und Reformpolitik des Bischofs Reinhard und zum Wirken der Augustiner-Chorherren (= Mitteldeutsche Forschungen 69). Böhlau, Köln/Wien 1972.
- Walter Zöllner: Die Urkunden und Besitzaufzeichnungen des Stifts Hamersleben (= Studien zur katholischen Bistums- und Klostergeschichte 17). Leipzig 1979.
- Lutz Unbehaun: Die Augustinerchorherrenstiftskirche St. Pankratius in Hamersleben (= Große Baudenkmäler 449). München/Berlin 1993.
- Anne-Christin Schöne: Die romanische Kirche des ehemaligen Augustinerchorherrenstiftes in Hamersleben (= Veröffentlichung der Abteilung Architekturgeschichte des Kunsthistorischen Instituts der Universität zu Köln 68). Köln 1999.
- Christian Eickhoff: Die neue Orgel in der Stiftskirche St. Pancratius, Hamersleben. Rückblick und Dokumentation. Hamersleben 2002.
- Joachim Stüben: Hamersleben. Augustinerchorherren-Stift St. Pankratius. In: Einband-Forschung 11 (2002), S. 50–54.
- Günter Peters: Bemerkungen zur Datierung der Hamerslebener Stiftskirche St. Pankratius. In: Jahrbuch für mitteldeutsche Kirchen- und Ordensgeschichte 2 (2006), S. 201–208.
- Günter Peters: Das Augustinerchorherrenstift Hamersleben. Entstehung und soziales Umfeld einer doppelklösterlichen Regularkanonikergemeinschaft im hochmittelalterlichen Ostsachsen. In: Jahrbuch für die Geschichte Mittel- und Ostdeutschlands 52 (2006), S. 1–53.
- Hans-Joachim Krause: St. Pankratius, Hamersleben. (= Kleine Kunstführer 1906). Verlag Schnell und Steiner, Regensburg 2007 [1991], ISBN 978-3-7954-5628-3.
- Franziska Wellner: Die Chorschranken von Hamersleben, Halberstadt und Hildesheim. Vergleichende Untersuchungen von Material und Technologien. Masterarbeit FH Hildesheim, Hildesheim 2007.
- Günter Peters: Hamersleben. Die Grundherrschaft eines ostsächsischen Regularkanonikerstifts im 12. und 13. Jahrhundert. In: Jahrbuch für die Geschichte Mittel- und Ostdeutschlands 54 (2008), S. 1–70.
- Günter Peters: Skriptorium, Gottesdienst und Bauernhof. Die Regularkanoniker und Stiftsdamen von Hamersleben um 1200. In: Dirk Martin Mütze (Hrsg.): Regular- und Säkularkanonikerstifte in Mitteldeutschland. Dresden 2011, S. 83–102.
- Günter Peters: Neubeginn und Beharrung. Das Augustinerchorherrenstift Hamersleben zwischen Reform und Reformation (1450/1550). In: Sachsen und Anhalt 28 (2016), S. 89–136.
- Günter Peters: Das Augustinerchorherrenstift Hamersleben und seine Stiftskirche (1108–1804). In: Jahrbuch der Kulturstiftung Sachsen-Anhalt 5 (2021), S. 22–39.

### Bibliothek und Buchproduktion
- Walter Zöllner: Zur Bibliotheksgeschichte des Augustiner-Chorherren-Stifts Hamersleben. In: Philologus 115 (1971), S. 334–340.
- Beate Braun-Niehr: Bibel aus Hamersleben. Zwei Fragmente der Hamerslebener Bibel. In: Jochen Luckhardt, Franz Niehoff (Hrsg.): Heinrich der Löwe und seine Zeit, Bd. 1. München 1995, S. 534–538.
- Wolfgang Milde: Mittelalterliche Bibliothekskataloge als Quellen der Bildungsgeschichte. Das Beispiel Hamersleben im 12./13. Jahrhundert. In: Jochen Luckhardt, Franz Niehoff (Hrsg.): Heinrich der Löwe und seine Zeit, Bd. 2. München 1995, S. 478–483.
- Udo Kühne: Zum Hamerslebener Schulbücher-Verzeichnis. In: Deutsches Archiv für Erforschung des Mittelalters 53 (1997), S. 563–566.
- Aliza Kohen-Mushlin: Scriptoria in Medieval Saxony. St. Pancras in Hamersleben. Harrassowitz, Wiesbaden 2004.
- Wolfgang Milde: Das Bücherverzeichnis des Augustiner-Chorherrenstifts Hamersleben aus der 1. Hälfte des 13. Jahrhunderts. In: Adolf Siebrecht (Hrsg.): Geschichte und Kultur des Bistums Halberstadt 804–1648. Halberstadt 2006, S. 427–430.